# 백령군도
인천광역시 옹진군에 있는 섬인 백령도(白寧島)는 북방한계선(NLL) 근처에 위치하며 백령면과 대청면으로 이루어진 군도이다. 
한국 전쟁을 끝낸 1953년의 한국 정전 협정은 백령도를 포함한 다섯 개의 섬을 유엔군 사령부와 남한의 통제하에 두도록 명시했다. 이 협정은 북한과 유엔군 사령부에 의해 서명되었다. 그 이후로, 그것은 서해에서 남한과 북한 사이의 해상 경계선의 역할을 해왔다. 인구는 약 4,329명이다.

## 유래
이름의 의미는 "흰날개 섬"으로, 이 섬은 날개를 펼친 따오기를 닮았기 때문이다.

## 활동
북한과의 근접성을 고려할 때, 그것은 한국에 의한 정보 활동의 기지 역할을 해왔다. 수많은 탈북자들도 고국의 경제적, 정치적 상황에서 벗어나기 위해 이곳에서 보트를 탔다. 최근에 이 지역에서 두 나라 사이에 몇 차례의 해전이 있었고, 김정은은 2013년 3월 11일에 이를 소탕하겠다고 위협했다.